# أورز (ون بيس)
أورز أو أوز، هو أحد شخصيات انمي ومانغا ون بيس، وهو الزومبي رقم 900 من جيش الشيشيبوكاي السابق جيكو موريا، وقد استخدمه موريا للقضاء على قراصنة قبعة القش، وهو يعتبر الخصم الرئيسي مع موريا في أحداث ثريلر بارك، وهو أحد اجداد ليتل أورز.

## مظهره
أورز هو كبير جدا جدا ولونه احمر، وهو يمتلك شكل زومبي ووجه زومبي، وحجمه يبلغ أربعة اضعاف حجم العملاق العادي، حيث أن رورونوا زورو وفرانكي كانوا يعتقدون بأن جسده جدار، وحجم أورز يمكن المقارنة به مع حجم بعض شخصيات ون بيس مثل اللحية البيضاء حيث أن حجم اللحية البيضاء يعادل أضعاف الإنسان العادي وحجم أورز يعادل اضعاف العملاق العادي

أورز يمتلك شعر أشقر طويل جدا يتدلى من اعلى رقبته حتى ظهره، وهو يمتلك قرون كبيرة، ويتكون فكه العلوي من اضراس كبيرة عادية الشكل، وفكه السفلي يتكون من انياب حادة مع اثنين من الانياب الحادة الكبيرة، وهو يمتلك عين واحدة حيث أن العين الثانية مغلقة دائما، ويوجد على ضراعه الايسر وشم وهو رقم 900 الذي هو رقمه من الزومبي (لأن لكل زومبي رقم خاص)

و هو مثل بقية الزومبي فجسده مخيط معظم جسده، لكن هناك منطقة غير مخيطة وهي منطقة الصدر فيوجد عليها بعض الاضلاع الظاهرة الغير مغطاة بجلد، وذراعه اليمنى ملفوفة، وذراعه الاصلية غير موجودة فهي ذراع مركبة، ويوجد في منتصف بطنه جزء مخيط مغطى بقطعة من القماش لونه ازرق مخيط عليها، ولكن في الحقيقة هي غرفة بدل الجهاز الهضمي حيث أنها غرفة يجلس فيها سيده «موريا» ويشاهد أورز أثناء القتال وأيضا يمكنه التحكم بأورز عن طريق ضله وارشاده في القتال، وتوجد على أجزاء مختلفة من جسم اورز ظمادات توجد على اطرافه، وأيضا يرتدي أورز قطعة كبيرة من القماش على خصره لونها اسود، ويوجد عليها ثلاث جماجم كبيرة الحجم ملفوفة على قطعة القماش.

## شخصيته
شخصية اورز عندما كان على قيد الحياة غير معروفة بالضبط، لكنه كان وحشيا جدا ومدمر، وقد كان يقود مجموعة كبيرة من العمالقة الاشرار (الذين هم أكبر من العمالقة العاديين بكثير), ولم يكن يخشى شيئا حيث أنه خرج في بيئة متجمدة ولم يكن يرتدي سوى قطعة القماش

و في الاصل كان اورز متحديا جدا لموريا، ويمتلك شعور أنفرادية، ولكن مثل بقية الزومبي أصبح أورز مطيعا لموريا، ومع ذلك بقي اورز يمتلك شعور الانفرادية حيث أنه طلب من موريا عدم التدخل في معركته ولكنه قبل بعض المساعدة منه في ارشاداته ومع ذلك كان يريد تولي الامور بمفرده

و منذ ان وضع موريا ظل مونكي دي لوفي في جسم اورز، أخذ اورز بعض صفات لوفي، مثل رغبة لوفي بأن يصبح ملك القراصنة، وأيضا مثل لوفي حيث أنه لم يعرف بأن اوسوب وسوغي كينغ هو نفسه، وأيضا عندما رأى أورز ملصق سانجي للمطلوبين قال انه نفسه (رغم ان الصورة تختلف عنه كثيرا) وأيضا بعض صفات لوفي مثلا عندما حاول قراصنة قبعة القش أن يصعد شخ فوق شخص ويكونون انسان ضخم مكون من ستة اشخاص، لكن نيكو روبن رفضت ذلك صدم اورز كيف انها رفضت، وأيضا رغبة لوفي الشديدة في اكل اللحوم، وقد ظهر عندما قام بأكل كميات كبيرة من اللحوم، وأيضا حاول استخدام قوة المطاط الخاصة بلوفي رغم انه غير مطاطي، ولكن بعد فترة من الزمن تحول أورز إلى زومبي كامل وأصبح تابع لموريا كغيره من الزومبي.

## قوته وقدراته
لقد كان أورز سابقا وحش قوي جدا جدا، نظرا للقب «القارة بولير», ومع ظل لوفي أصبح أكثر قوة بكثير، وعلى الرغم من حجمه الكبير جدا أكبر من العمالقة إلا ان لديه سرعة كبيرة جدا ومدهشة، حيث أنه تجاوز معظم الهجمات من قراصنة قبعة القش

و هو أيضا يقوم بعظم حركات لوفي، ولكنه لا يقوم بها مثل ما يفعل لوفي حيث أن قدرة فاكهة الشيطان غير موجودة لديه، ولكنه تمكن لاحقا من مد أجزائه مثل المطاط تماما بمساعدة من جيكو موريا وذلك بسبب ظل موريا، ولكن لا تزال غير مشابه لمثل فاكهة المطاط، وهو لا يشعر بالالم من الضربات مثل بقية الزومبي

على الرغم من ان اورز غير قادر على استخدام قدرة المطاط مثل لوفي، لكنه تمكن من استخدامها بفضل ظل موريا الذي تحكم به وجعل ذراعه تمتد مثل لوفي، والتي تمكنه من سحق خصومه

و مثل بقية الزومبي فأورز لا يشعر بالألم، وأيضا هو لا يسقط دائما، ومع ذلك فجسمه يتأثر بالضربات القوية لكنه لا يشعر بالألم وهو لا يشعر بالاعصاب، ولكن في النهاية انتهى به الحال وهو غير قادر عل ى الحركة رغم انه لا يشعر بالألم.

## تاريخه

### ماضيه
كان اورز سابقا يلقب ب«القارة بلير», وتقول الاسطورة بأن جميع البلدان والقارات كانت تحت سيطرته ومجموعته الخاصة من العمالقة الاشرار، وأيضا هو يمتلك سلالة ومنهم ليتل أورز

قبل 500 سنة توفي اورز في أرض الجليد حيث أن سبب موته هو صقيع بارد جدا من البرد، وهو لم يكن مهيئا حيث كان يرتدي قطعة القماش فقط وتعرض ذراعه اليمنى لقطع واصابة (التي اصلحت لاحقا من قبل الدكتور هوجباك)

### تراثه
لقد كان اورز ذو شهرة كبيرة حيث أنه كان يعتبر شرير ووحش ويلقب ب«القارة بلير» لذلك فهو لم ينسى، وبعد مدة طويلة جدا تمكن الشيشيبوكاي جيكو موريا والدكتور هوجباك من الحصول على جثته وتحويله إلى زومبي

و الدليل الآخر على قوته هو ان تسورو (نائبة سينجوكو) ودوبيرمان (نائب إدميرال) عرفا بأن ليتل أورز هو أحد احفاده ولديه شيء من قوته.

### أحداث ثريلر بارك
بعد أن تمكن جيكو موريا من الحصول على جثته، تم خياطتها وتصليحها بواسة الدكتور هوجباك، وأبقى جسده في ثلاجة لكي يتمكنوا من الحصول على الظل المناسب وبعدها سرق موريا ظل لوفي وادخله بأورز ليستيقض

و بعد أن استيقض بدأ أورز بالصراخ ب«لحم» ويحبث عن سانجي، وبعدها بدأ أورز نفسه يسأل من هو سانجي، وبعدها قام بقية الزومبي الذين يمتلكهم موريا بأحضار كميات كبيرة من الطعام حيث كاد أن ينفذ المخزون في ثريلر بارك

و بعد محادثة قصيرة مع موريا خرج أورز من الثلاجة، وقام بالصعود اعلى الصارية الرئيسية لسفينة ثريلر باك العملاقة جدا، وبعدها قفز أورز ونزل إلى الاسفل مما ادى إلى دمار كثير

و على الرغم من ان كل من رورونوا زورو، سانجي واوسوب كانوا قريبين منه، لكنه لم يعيرهم أي اهتمام، وقام بوضع صخرة كبيرة على رأسه شلكها يشبه شكل قبعات القراصنة، وبعدها بدأ أورز بالصراخ بأنه سيصبح ملك القراصنة وأراد أن يذهب للبحر، ولكن تعرض له بعض جنرالات الزومبي وحاولوا منعه لأنه قام بضرب العديد من الزومبي، وبسبب ذلك غضب أورز وفجائتا اختفى أورز من الزومبي ليتفاجأوا به وهو فوقهم في السماء ونزل إليهم وقام بتنفيذ حركة لوفي «جومو جومو نو غاتلينغ» رغم انه عرف بأنها ليست مطاط، وهزمه جميعا لكن قام «أباسالوم» بأرسال المزيد من جنرالات الزومبي وأمرهم بأن يوقفوه وكاد أورز ان يسحقهم لكن فجأة تذكر أورز موريا وتركهم وعاد إليه.

### المعركة ضدقراصنة قبعة القش
قام موريا بأستدعاء اورز في وقت لاحق وأصبح أورز مثل بقية الزومبي مطيعا تماما لموريا، وأمر موريا اورز بأن يقوم بقتل جميع قراصنة قبعة القش حيث قام بوضع ملصقات المطلوبين الخاصة بهم على يده لكي يعثر عليهم ويقتلهم

و عندما كان يبحث عنهم قام وهو لا يعلم بسحق الدكتور هوجباك و فكتوريا شندري وقام بالصراخ على قراصنة قبعة القش ويقول لهم «أخرجوا»

و بعد أن عثر على الطاقم جميعهم (ما عدا نامي ولوفي) وقد بدأت المعركة الأولى ضد قراصنة قبعة القش، وتمكن أورز بسهولة شديدة من هزيمتهم جميعا واحدا تلو الآخر

و بعدها طلب موريا منه ان يسرع في قتلهم جميعا، وقام موريا بالدخول إلى جسد اورز عن طريق الغرفة الخاصة بمعدته، وظن بعدها أورز بأنه رجل آلي، وتمكن بعدها أورز من مد يده تماما مثل لوفي بفضل ظل موريا الذي يتحكم به، وقد زاد هذا من قوته كثيرا حيث تمكن من هزيمة كل من سانجي، فرانكي، بروك، روبن ورورونوا زورو واوسوب جميعهم بسهولة شديدة إلى أن تمكنت نامي من الوصول والمشاركة في القتال

و قد تمكن اوسوب من اطلاق كيس الملح الذي احضره بروك على أورز وقام بأبتلاعه (حيث أن الملح يخرج الظل من الزومبي) لكن سرعان ما تمكن ظل موريا من اخراجه من أورز، ومن ثم قام أورز بتدمير اوسوب ونامي بسهولة، إلى أن تمكن لوفي الكابوس (لوفي وبداخه 100 ظل) من الوصول وانقاذهم

و قد حاول اورز القضاء على لوفي بواسطة "جومو جومو نو بيستول لكن لوفي أوقفه بيد واحدة فقط، وقال بأنه يوجد لوفي واحد فقط، ومن ثم قام لوفي بضرب أورز بكل قوة وتمكن لوفي من سحقه بواسطة قوة المئة ظل حيث أغمي على موريا وتدمر ما تبقى من الفناء 

لكن مثل كل مرة أورز نهض مرة أخرى، لكن هذه المرة بدون مساعدة موريا ومن ثم قاتل قراصنة قبعة القش مرة أخرى ولكن هذه المرة لم يكن قويا كفاية حيث تمكنوا من تجميد قدميه وانتهى به الامر بضربة القذيفة من لوفي كسرت عظامه وعموده الفقري

و في النهاية بقي أورز صاحي وسأل عن لماذا لا يمكنه الحراك وذلك بسبب تكسر عموده الفقري (لأن الزومبي لا يشعرون بالألم رغم انهم يتضررون), وأخيرا نهض موريا وقام بسحب ال1000 ظل من ثريلر بارك وبما فيها ظل لوفي لذلك فقد أورز وعيه وعاد إلى وضعيته السابقة أي ميت.

## معاركه
- أورز ضد جنرالات الزومبي

النتيجة: فوز أورز بسهولة تامة
- أورز ضد قراصنة قبعة القش وهذا يشمل:
- أورز ضد سانجي

النتيجة: فوز أورز بسهولة
- أورز ضد رورونوا زورو

النتيجة: فوز أورز بسهولة
- أورز ضد قراصنة قبعة القش (بدون نامي ولوفي)

النتيجة: فوز أورز
- أورز وموريا ضد قراصنة قبعة القش (بدون لوفي وبروك

النتيجة: فوز أورز وموريا
- أورز وموريا ضد لوفي الكابوس

النتيجة: فوز لوفي الكابوس بسهولة
- أورز ضد قراصنة قبعة القش وبروك

النتيجة: فوز قراصنة قبعة القش وبروك بصعوبة

## وقت مبكر منون بيس
في وقت مبكر من ون بيس كان إيتشيرو أودا يرغب برسم أورز يرتدي باركة كبيرة.

## ألعاب الفديو
كشخصية أحداث رئيسية ظهر أورز في عدة العاب فديو ومنها:
- رحلة غير محدودة
- ون بيس فجر الغروب
- ون بيس المعركة الكبيرة الخارقة
- ون بيس معركة جيغانت
- ون بيس معركة جيغانت 2 العالم الجديد

## هوامش
سئل أحد الجماهير مؤلف ون بيس أودا عن إذا ما كان من «أيلباف» جزيرة العمالقة أم لا، فأجاب أودا بأن أوز لا يشبه عمالقة ايلباف بالحجم فهو أكبر منهم بكثير، وأضاف أيضا بأن هناك مجموعة كاملة من حجمه وليس عملاق نما بشكل كبير، وأيضا هناك جزر أخرى للعمالقة منتشرة في عالم ون بيس ولم تظهر

عندما رأى أورز بالغرفة الخاصة الموجودة بداخله اعتقد بأنه روبوت وانه يسمى بأورز الرجل الالي 

عندما ظهر أورو أول مرة في الثلاجة العملاقة ظهر وكأن لونه رمادي ولكن بعد خروجه منها أصبح لونه احمر.